# Ligne circulaire du métro de Taipei
La Ligne circulaire (chinois : 環狀線, anglais : Circular Line), ou Ligne Jaune (code Y) est une ligne de métro à Taipei opérée par Taipei Metro. Le 31 janvier 2020, la première partie de la ligne est entrée en service, reliant New Taipei Industrial Park à Dapinglin, grâce à 15,4 km de voies et 14 stations. AnsaldoBreda a fourni les 17 trains à quatre rames de moyenne capacité de la ligne.

## Construction
Ansaldo STS a fourni l'équipement électromécanique pour la ligne, dont la technologie de conduite sans chauffeur et la signalétique radio CBTC. Dapinglin, la seule station souterraine de la ligne, a été construite par RSEA Engineering Corporation en recourant à des tranchées.
La mise en chantier de la première phase a commencé officiellement le 11 juillet 2011 par la construction d'une section surélevée de 6,3 km entre Zhonghe et Banqiao, au coût estimé de 13,7 milliards NT$. La première partie de la ligne a été budgetée à 54,7 milliards NT$. 
La ligne inclut les premiers quais surélevés séparés du réseau à Zhonghe, Qiaohe et Zhongyuan, à cause du manque d'espace. 

## Tracé

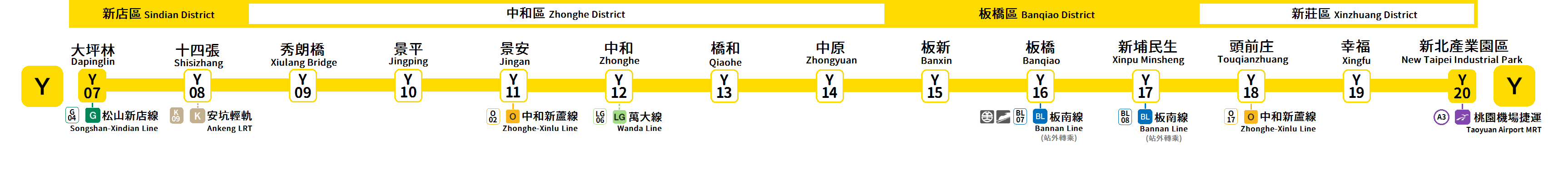
Plan de la Ligne circulaire

## Stations en service
La section ouest du projet a été entièrement terminée et a été ouverte au public le 31 janvier 2020.
| Sections               | Code | Nom anglais                     | Nom chinois  | Municipalité   | District  | emplacement | Notes |
| ---------------------- | ---- | ------------------------------- | ------------ | -------------- | --------- | ----------- | --- |
| Sud (en construction)  | Y01  | Taipei Zoo                      | 動物園       | Taipei         | Wenshan   | Souterrain  | Issu de Sanzhangli (Y42) Correspondance avec la ligne Wenhu, métro léger de Shenkeng et Télécabine de Maokong |
| Sud (en construction)  | Y02  | National Chengchi University    | 政大         | Taipei         | Wenshan   | Souterrain  | |
| Sud (en construction)  | Y03  | Wenshan District Office         | 文山區公所   | Taipei         | Wenshan   | Souterrain  | |
| Sud (en construction)  | Y04  | Mamingtan                       | 馬明潭       | Taipei         | Wenshan   | Souterrain  | |
| Sud (en construction)  | Y05  | Gouzikou                        | 溝子口       | Taipei         | Wenshan   | Souterrain  | |
| Sud (en construction)  | Y06  | Baodoucuo                       | 寶斗厝       | Nouveau Taipei | Xindian   | Souterrain  | |
| Ouest (opérationnel)   | Y07  | Dapinglin                       | 大坪林       | Nouveau Taipei | Xindian   | Surélévé    | Correspondance avec la ligne Songshan–Xindian                                                                 |
| Ouest (opérationnel)   | Y08  | Shisizhang                      | 十四張       | Nouveau Taipei | Xindian   | Surélévé    | Correspondance prévue avec le Tramway d'Ankeng                                                                |
| Ouest (opérationnel)   | Y09  | Xiulang Bridge                  | 秀朗橋       | Nouveau Taipei | Zhonghe   | Surélévé    | |
| Ouest (opérationnel)   | Y10  | Jingping                        | 景平         | Nouveau Taipei | Zhonghe   | Surélévé    | |
| Ouest (opérationnel)   | Y11  | Jingan                          | 景安         | Nouveau Taipei | Zhonghe   | Surélévé    | Correspondance avec la ligne Zhonghe–Xinlu                                                                    |
| Ouest (opérationnel)   | Y12  | Zhonghe                         | 中和         | Nouveau Taipei | Zhonghe   | Surélévé    | Correspondance prévue avec la ligne Wanda–Zhonghe–Shulin                                                      |
| Ouest (opérationnel)   | Y13  | Qiaohe                          | 橋和         | Nouveau Taipei | Zhonghe   | Surélévé    | |
| Ouest (opérationnel)   | Y14  | Zhongyuan                       | 中原         | Nouveau Taipei | Zhonghe   | Surélévé    | |
| Ouest (opérationnel)   | Y15  | Banxin                          | 板新         | Nouveau Taipei | Banqiao   | Surélévé    | |
| Ouest (opérationnel)   | Y16  | Banqiao                         | 板橋         | Nouveau Taipei | Banqiao   | Surélévé    | Correspondance avec la ligne Bannan, TRA et THSR                                                              |
| Ouest (opérationnel)   | Y17  | Xinpu Minsheng                  | 新埔民生     | Nouveau Taipei | Banqiao   | Surélévé    | Correspondance avec la ligne Bannan: Xinpu                                                                    |
| Ouest (opérationnel)   | Y18  | Touqianzhuang                   | 頭前庄       | Nouveau Taipei | Xinzhuang | Surélévé    | Correspondance avec la ligne Zhonghe–Xinlu                                                                    |
| Ouest (opérationnel)   | Y19  | Xingfu                          | 幸福         | Nouveau Taipei | Xinzhuang | Surélévé    | |
| Ouest (opérationnel)   | Y20  | New Taipei Industrial Park      | 新北產業園區 | Nouveau Taipei | Xinzhuang | Surélévé    | Correspondance avec le ligne d'aéroport de Taoyuan                                                            |
| Nord (en construction) | Y21  | New Taipei City Exhibition Hall | 工商展覽中心 | Nouveau Taipei | Wugu      | Souterrain  | |
| Nord (en construction) | Y22  | Gengliao                        | 更寮         | Nouveau Taipei | Wugu      | Souterrain  | |
| Nord (en construction) | Y23  | Zhonglu                         | 中路         | Nouveau Taipei | Luzhou    | Souterrain  | |
| Nord (en construction) | Y24  | Saint Ignatius High School      | 徐匯中學     | Nouveau Taipei | Luzhou    | Souterrain  | Correspondance avec le ligne Zhonghe–Xinlu                                                                    |
| Nord (en construction) | Y25  | Fenziwei                        | 分子尾       | Nouveau Taipei | Luzhou    | Souterrain  | Correspondance prévue avec le métro léger de Wugu-Taishan                                                     |
| Nord (en construction) | Y26  | Chongyang Bridge                | 重陽橋       | Nouveau Taipei | Sanchong  | Souterrain  | |
| Nord (en construction) | Y27  | Shezi                           | 社子         | Taipei         | Shilin    | Souterrain  | Correspondance avec la ligne Shezi                                                                            |
| Nord (en construction) | Y28  | Fudeyang                        | 福德洋       | Taipei         | Shilin    | Souterrain  | |
| Nord (en construction) | Y29  | Shilin                          | 士林         | Taipei         | Shilin    | Souterrain  | Correspondance avec la ligne Tamsui–Xinyi                                                                     |
| Nord (en construction) | Y30  | Linzikou                        | 林子口       | Taipei         | Shilin    | Souterrain  | |
| Nord (en construction) | Y31  | National Palace Museum          | 故宮         | Taipei         | Shilin    | Souterrain  | |
| Nord (en construction) | Y32  | Jiannan Road                    | 劍南路       | Taipei         | Zhongshan | Souterrain  | Correspondance avec la ligne Wenhu                                                                            |
| Est (en projet)        | Y33  | Xiatayou                        | 下塔悠       | Taipei         | Zhongshan | Souterrain  | |
| Est (en projet)        | Y34  | Zhouzi                          | 洲子         | Taipei         | Neihu     | Souterrain  | |
| Est (en projet)        | Y35  | Dagangqian Park                 | 大港墘公園   | Taipei         | Neihu     | Souterrain  | |
| Est (en projet)        | Y36  | Ruiguang Park                   | 瑞光公園     | Taipei         | Neihu     | Souterrain  | |
| Est (en projet)        | Y37  | Fenliao                         | 粉寮         | Taipei         | Neihu     | Souterrain  | |
| Est (en projet)        | Y38  | Jiulizu                         | 舊里族       | Taipei         | Neihu     | Souterrain  | Correspondance avec la ligne Minsheng–Xizhu                                                                   |
| Est (en projet)        | Y39  | Songshan                        | 松山         | Taipei         | Songshan  | Souterrain  | Correspondance avec la ligne Songshan-Xindian et TRA                                                          |
| Est (en projet)        | Y40  | Yongchun                        | 永春         | Taipei         | Xinyi     | Souterrain  | Correspondance avec la ligne Bannan                                                                           |
| Est (en projet)        | Y41  | Xiangshan                       | 象山         | Taipei         | Xinyi     | Souterrain  | Correspondance avec ligne Tamsui–Xinyi                                                                        |
| Est (en projet)        | Y42  | Sanzhangli                      | 三張犁       | Taipei         | Xinyi     | Souterrain  | continue vers Taipei Zoo (Y01)                                                                                |